# 小牧市立応時中学校
小牧市立応時中学校（こまきしりつおうじちゅうがっこう）は、愛知県小牧市にある市立の中学校である。元々の大字は(小牧)大山だったが1999年に応時という地名が新設変更された。

## 所在地
愛知県小牧市応時1丁目130番地

## 周辺
- 小牧市立大山保育園
- 玉吉稲荷大明神
- 妙林寺
- 小牧市立第一幼稚園

## 出身有名人
- AK-69（歌手）[1]
- 稲山琴美（鵜匠）
- 岡田麻央（3x3選手、元バスケットボール選手）
- 田中友尋（実業家）
- 神谷雄飛（バレーボール選手）

## 出来事
2018年12月３日、同校体育館でAK-69による凱旋ライブが行われた。

## 交通
- 名鉄小牧線
  - 小牧駅下車徒歩15分または小牧口駅下車徒歩10分